# Giro della Provincia di Reggio Calabria 1971
Il Giro della Provincia di Reggio Calabria 1971, trentaduesima edizione della corsa, si svolse il 28 marzo 1971 su un percorso di 263,2 km, con partenza e arrivo a Reggio Calabria. La vittoria fu appannaggio dell'italiano Gianni Motta, che completò il percorso in 6h48'00", alla media di 38,685 km/h, precedendo il connazionale Marcello Bergamo e il danese Ole Ritter.

## Ordine d'arrivo (Top 10)
| Pos. | Corridore           | Squadra   | Tempo    |
| ---- | ------------------- | --------- | -------- |
| 1    | Gianni Motta        | Salvarani | 6h48'00" |
| 2    | Marcello Bergamo    | Filotex   | s.t.     |
| 3    | Ole Ritter          | Dreher    | s.t.     |
| 4    | Italo Zilioli       | Ferretti  | s.t.     |
| 5    | Ugo Colombo         | Filotex   | s.t.     |
| 6    | Gösta Pettersson    | Ferretti  | s.t.     |
| 7    | Pierfranco Vianelli | Dreher    | s.t.     |
| 8    | Enrico Maggioni     | Cosatto   | s.t.     |
| 9    | Davide Boifava      | Scic      | s.t.     |
| 10   | Enrico Paolini      | Scic      | a 3'36"  |